# Ecologia del comportament
L'ecologia del comportament és la ciència que estudia les bases evolutives pel comportament animal (etologia) que es deguin a les pressions ecològiques. L'ecologia del comportament emergeix de l'etologia des dels estudis del comportament animal que va fer Niko Tinbergen.
l'ecologia del comportament estudia les implicacions ecològiques i evolutives de les estratègies de comportament dels animals en situacions rellevants des del punt de vista de la teoria de l'evolució neodarwinista, també coneguda com a síntesi evolutiva moderna o teoria sintètica de l'evolució.
Si un organisme té una característica que li proporciona un avantatge selectiu (és a dir, de significacació adaptativa) en un nou ambient la selecció natural l'afavorirà.
Els individus sempre competeixen amb els altres pels recursos limitats que inclouen l'aliment, territoris i les parelles. El valor d'un comportament social depèn en part dels comportament social dels animals veïns John Maynard Smith (1982) va establir el terme d'estratègia estable evolutivament a partir de la teoria dels jocs de l'economia.